# Rivière Bonaventure
Der Rivière Bonaventure ist ein Fluss in der Verwaltungsregion Gaspésie–Îles-de-la-Madeleine der kanadischen Provinz Québec.

## Flusslauf
Der Rivière Bonaventure entspringt auf einer Höhe von etwa 700 m in den Monts Chic-Chocs, nordzentral auf der Gaspésie-Halbinsel. Er fließt in südlicher Richtung durch die regionale Grafschaftsgemeinde Bonaventure zur Chaleur-Bucht, in die er bei Bonaventure mündet. Der Fluss hat eine Länge von 142 km. Er entwässert ein Areal von 2401 km². Der mittlere Abfluss beträgt 50 m³/s.

## Hydrometrie
Oberhalb der Einmündung des Ruisseau Creux bei Flusskilometer 26 befindet sich der Abflusspegel 01BG009 (⊙). Der gemessene mittlere Abfluss (MQ) an dieser Stelle für den Messzeitraum 1983–2021 beträgt 42 m³/s. Das zugehörige Einzugsgebiet umfasst 1910 km².
Im folgenden Schaubild werden die mittleren monatlichen Abflüsse des Rivière Bonaventure am Pegel 01BG009 für die Messperiode 1983–2021 in m³/s dargestellt.

## Weblinks

Karte vom Mündungsgebiet des Rivière Bonaventure